# 리틀 드래곤
리틀 드래곤(Little Dragon)는 1996년 스웨덴 예테보리에서 결성된 전자 음악 그룹이다.

## 음반 목록
- Little Dragon (2007)
- Machine Dreams (2009)
- Ritual Union (2011)
- Nabuma Rubberband (2014)
- Season High (2017)